# Brectouville
Brectouville ist eine Ortschaft und eine Commune déléguée in der Gemeinde Torigny-les-Villes mit 154 Einwohnern (Stand 1. Januar 2022) im französischen Département Manche in der Normandie. Die Bewohner nennen sich Brectouvillais.
Die ehemalige Gemeinde Brectouville liegt im Kanton Condé-sur-Vire im Arrondissement Saint-Lô. Sie war Mitglied der Communauté d’agglomération Saint-Lô Agglo. Sie ging mit Wirkung vom 1. Januar 2016 in der commune nouvelle Torigny-les-Villes auf. Seither ist sie eine Commune déléguée. 

## Geografie
Zu Brectouville gehören neben der Hauptsiedlung auch die Weiler Bérigny, Le Presbytère, La Hourie, Le Clos Neuf, Les Fosses, La Loge, Les Ruettes, Bellevue, La Févriere, La Tostainerie, Les Monts, Le Val de Vire, Hébert, Carville, Le Coudray und Le Bois. Die Nachbargemeinden waren Condé-sur-Vire im Nordwesten, im Norden und im Nordosten, Torigni-sur-Vire im Nordosten, Giéville im Osten und im Südosten, Domjean im Süden und im Südwesten und Troisgots im Westen.

## Bevölkerungsentwicklung
| Jahr      | 1962 | 1968 | 1975 | 1982 | 1990 | 1999 | 2005 | 2013 |
| --------- | ---- | ---- | ---- | ---- | ---- | ---- | ---- | ---- |
| Einwohner | 123  | 125  | 122  | 149  | 169  | 157  | 147  | 168  |

## Sehenswürdigkeiten

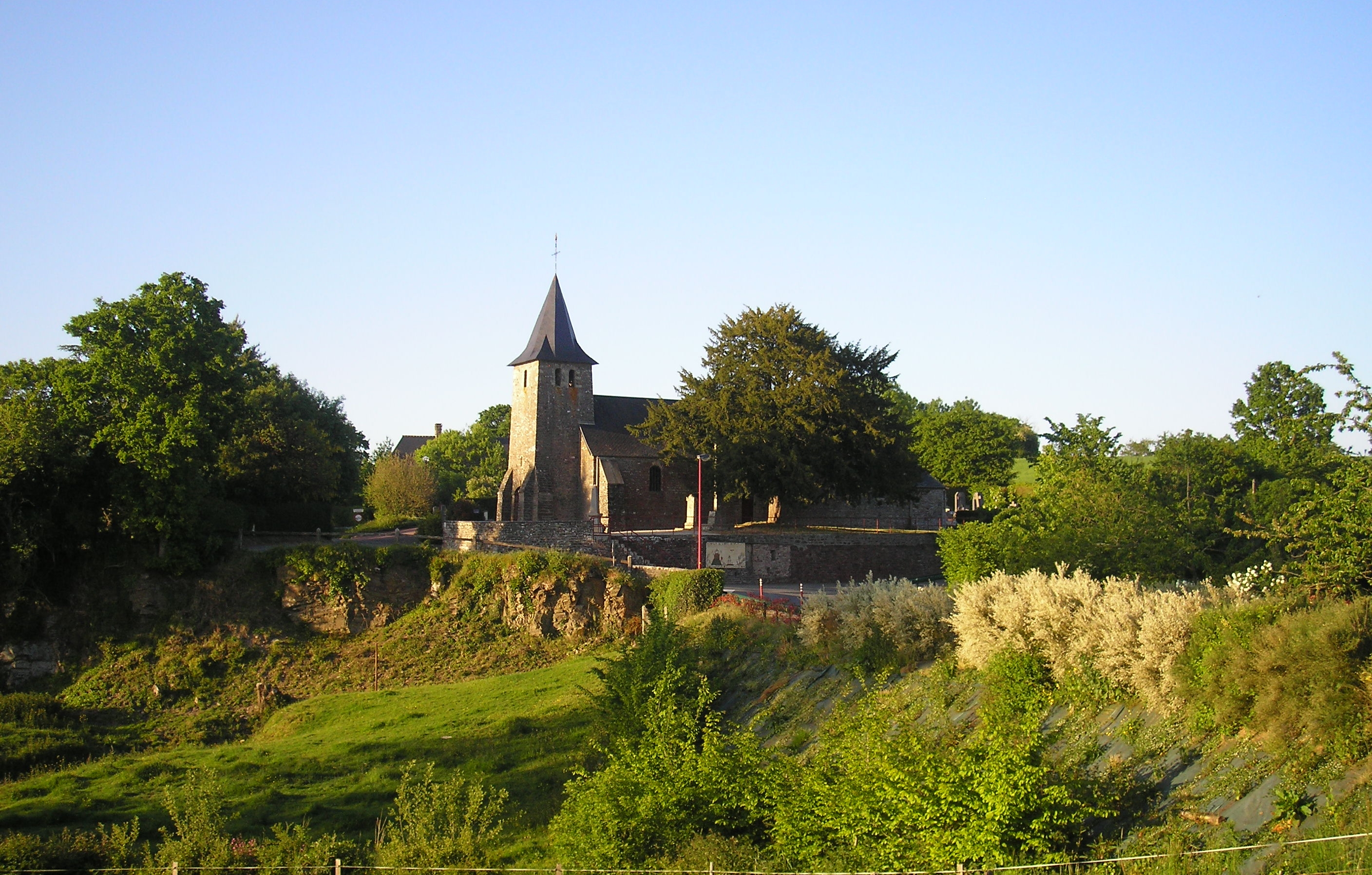
Kirche Saint-Pierre
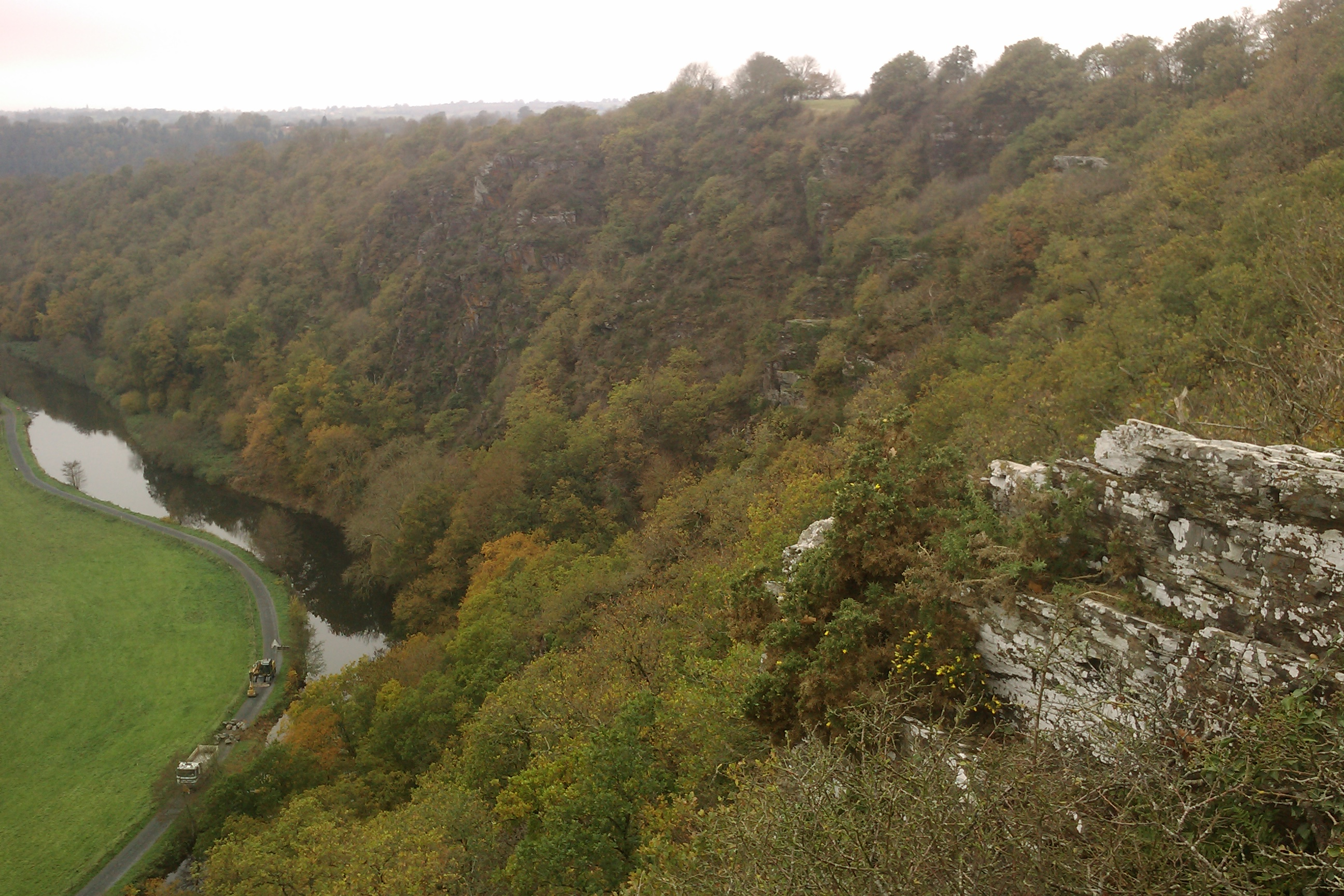
Roches du Ham

- Kirche Saint-Pierre
- Roches du Ham